# Billy Talagi
Billy Graham Talagi és un polític de Niue i antic membre de l'Assemblea de Niue. És germà de l'antic primer ministre de Niue Toke Talagi.

## Carrera
Talagi va ser elegit per primera vegada a l'Assemblea de Niue en les eleccions parcials de 1997. Ha representat el poble d'Avatele a l'Assemblea de Niue contínuament des de 1999. El 2005, 2008 i 2014 va ser elegit sense oposició. El 2014 va ser nomenat ministre de Recursos Naturals al gabinet de Toke Talagi, el seu germà. L'any 2017 va ser nomenat conseller d'Educació i Serveis Socials. El 2019 va exercir com a primer ministre en funcions mentre Toke Talagi estava rebent tractament mèdic a Nova Zelanda.
El maig de 2018, a Talagi se li van retirar els càrrecs sense rebre condemna després de declarar-se culpable d'haver agredit el diputat Terry Coe fora de l'Assemblea de Niue.
Es va presentar en el càrrec de membre de l'Assemblea en les eleccions generals de Niue del 2020, però no va aconseguir l'escó. Va ser reelegit a les eleccions del 2023.